# Mariusz Tarnożek
Mariusz Tarnożek (ur. 24 listopada 1976) – polski aktor, wokalista.
Absolwent Akademii Praktyk Teatralnych w Gardzienicach, śpiewak ludowy, współpraca aktorska z Teatrem "Brama" z Goleniowa, twórca projektów animacyjno-kulturalnych. Prowadzi również warsztaty wokalne oraz wykonuje pieśni archaiczne bazując na technice śpiewu głosem białym. W repertuarze posiada stare i nieco zapomniane pieśni polskie, pieśni ludowe i obrzędowe z różnych regionów, jak również utwory łemkowskie, romskie i inne. Uczestnik  XLI Festiwalu Kapel i Śpiewaków Ludowych w Kazimierzu Dolnym w kategorii solista, laureat  w kategorii solistów w XXII Wojewódzkim Przeglądzie Zespołów Folklorystycznych i Gawędziarzy Ludowych w Lipianach. Współpracuje z wieloma instytucjami i organizacjami w kraju i na świecie m.in. Muzeum Polskim w Ameryce (Chicago, Illinois, US), Centrum Animacji Lokalnej w Warszawie, Regionalnym Centrum Kultur Pogranicza w Krośnie, Free Street Theater (Chicago, Illinois, US) – czteromiesięczny cykl warsztatów aktorsko-wokalnych, teatrem Stella Polaris (Stokke, Norwegia), Centrum Kultury Polskiej (Dyneburg, Łotwa).
Aktor grał w serialach "Majka", "Detektywi" oraz w filmie Jerzego Hoffmana "Bitwa Warszawska 1920".